# Stanisław Higier

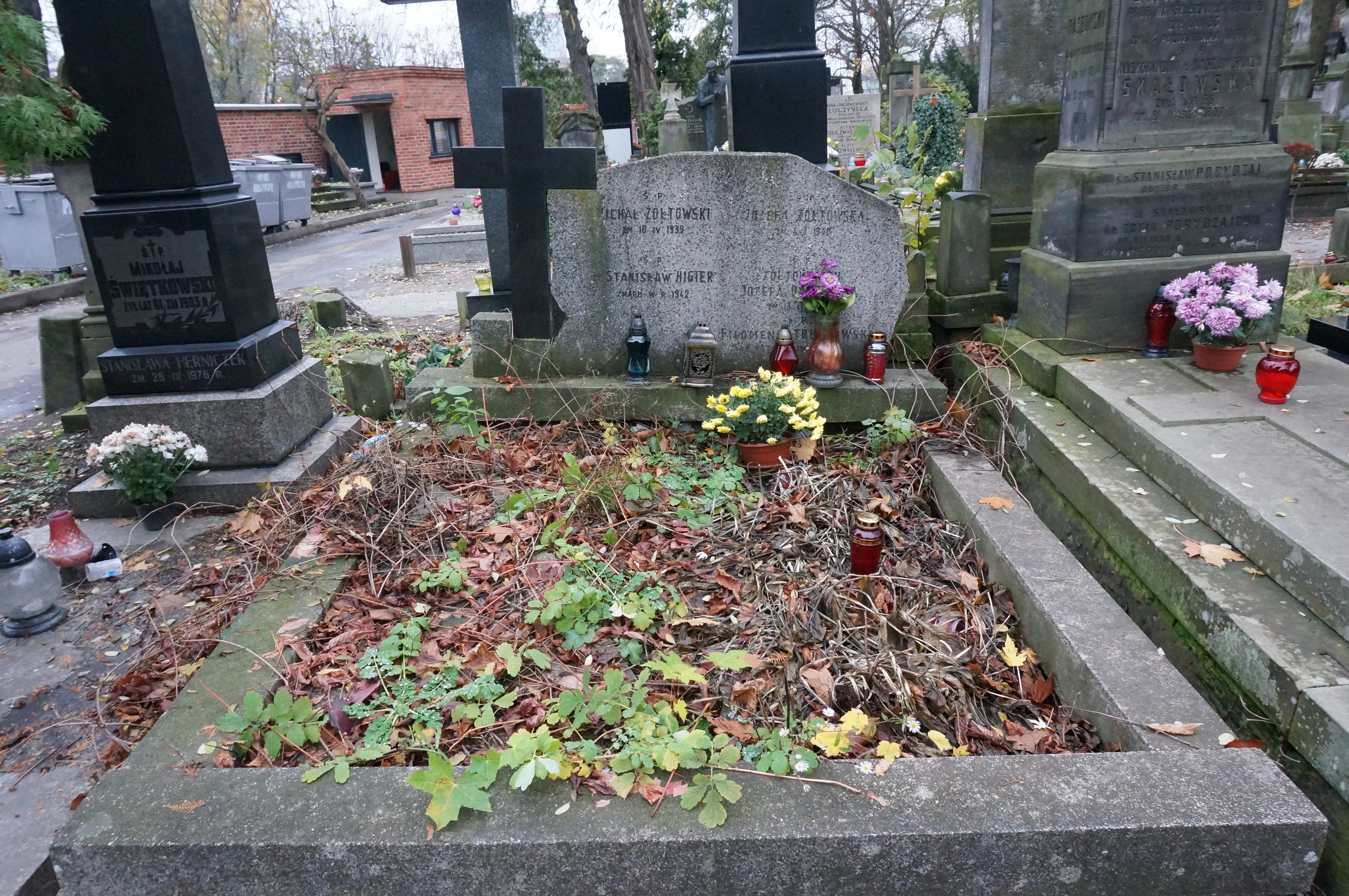
Grób Stanisława Higiera na cmentarzu Powązkowskim w Warszawie

Stanisław Romuald Zygmunt Higier (ur. 3 kwietnia 1894 w Warszawie, zm. 1942 w getcie warszawskim) – polski lekarz neurolog i internista, publicysta, encyklopedysta.

## Życiorys
Urodził się w rodzinie żydowskiej, jako syn Henryka Higiera lekarza neurologa i Heleny z domu Rothberg (Rostberg). Jego siostrą była Zofia Dromlewiczowa, pisarka i scenarzystka filmowa.
Uczył się w Gimnazjum Towarzystwa Kultury Polskiej (Kreczmara), świadectwo dojrzałości uzyskał w 1910. Następnie studiował medycynę na Uniwersytecie w Genewie (1913–1914) i Uniwersytecie Warszawskim (immatrykulowany 5 grudnia 1915). Tytuł doktora wszech nauk lekarskich otrzymał 18 października 1924. Pracował jako asystent w klinice neurologicznej Kazimierza Orzechowskiego w Warszawie. Pracował też w ambulatorium na Solcu.
Współpracował z „Wiadomościami Literackimi”, czasopismami „Czyn”, „Widnokręg”, „Droga”, „Wiedza i Życie”, „Pro Arte”, „Kino i Teatr”, „Polska Zbrojna”, „Miesięcznik Sztuki”. Pisał także pod pseudonimami „Stanisław Łag” i „Łagodny”.
Jeden z założycieli Związku Młodzieży Postępowej, członek Związku Młodzieży Postępowo-Niepodległościowej, jeden z założycieli organizacji „Promień” w Warszawie i Filarecji Warszawskiej, członek Polskiej Partii Socjalistycznej (1914–1918), Polskiej Organizacji Wojskowej (1915–1918), działacz Centralnego Komitetu Narodowego (1916–1917), współzałożyciel Unii Narodowo-Państwowej, członek zarządu Związku Filaretów.
Od 27 listopada 1918 do 21 czerwca 1921 ochotnik w Wojsku Polskim w stopniu podchorążego sanitarnego. Przydzielony m.in. do Szpitala Wojskowego nr 4 PCK w Warszawie. Odznaczony Krzyżem Niepodległości.
Członek i bibliotekarz Polskiego Towarzystwa Medycyny Społecznej.
W 1918 zmienił wyznanie na rzymskokatolickie. 16 czerwca 1921 ożenił się z absolwentką warszawskiej ASP, tłumaczką Martą Aleksandrą Łebkowską. Małżeństwo było bezdzietne. Mieszkał w domu przy ul. Hożej 37.
Podczas II wojny światowej był lekarzem sanitarnym 8 Ośrodka Zdrowia w Warszawie, przesiedlony do getta, zmarł na dur plamisty wiosną lub wczesnym latem 1942 roku. 
Został pochowany na cmentarzu Powązkowskim (kwatera P, rząd II, grób 3).

## Dorobek naukowy
Jako jeden z pierwszych w Polsce publikował na temat seksuologii. Przetłumaczył i zredagował czterotomową Encyklopedię Wiedzy Seksualnej Maxa Marcusego (napisaną przy współudziale Sigmunda Freuda).
Eufemiusz Herman pisał o nim: „pracowity, obdarzony niepospolitą inteligencją, skromny, cichy, skupiał swe zainteresowania naukowe na zagadnieniach z dziedziny seksuologii”.

## Wybrane prace
- Przyczynek do patogenezy ostrych zapaleń rdzenia w przebiegu szczepień Pasteura. Polska Gazeta Lekarska 1 (38), ss. 803-807 (1925)
- Z farmakodynamiki i kliniki nowszych leków nasercowych. Polska Gazeta Lekarska 5 (34/35), ss. 647-648 (1926)
- Das auriculo-temporale Syndrom und seine Pathogenese. „Zeitschrift für die gesamte Neurologie und Psychiatrie”. 106 (1), s. 114–119, 1926. DOI: 10.1007/BF02864005.
- Zespół nerwu uszno-skroniowego (Frey) i jego patogeneza. Polska Gazeta Lekarska 5 (17), ss. 317-319 (1926)
- Ogólne podstawy freudyzmu w świetle krytyki. Nowiny Psychjatryczne 6 (1/2), ss. 23-47 (1929)
- O ducha poezji proletariackiej. Wiadomości Literackie nr 10 s. 2 (1929)
- O stosunku socjalizmu do sztuki. W zetknięciu z frazesem. Na marginesie artykułu Jana Hempla. Wiadomości Literackie nr 37 s. 2
- Les fonctions sexuelles mâles et leurs troubles; introduction à la clinique de l'impuissance. Paris, G. Doin & cie 1931
- Rozpoznawanie i leczenie stanów pośpiączkowych. Wiedza Lekarska 6 (6), ss. 161-173 (1932)
- (tłum. Ricardo Royo-Villanova y Morales) Las funciones sexuales masculinas y sus trastornos. Introduccion al estudio de la impotencia. Ediciones Fortuna, Barcelona 1932?
- Wytrysk przedwczesny (Ejaculatio praecox): przyczynek do zagadnienia niemocy płciowej. Warszawa: skł. gł. Dom Książki Polskiej, [1933]
- Organoterapia w schorzeniach naczyń obwodowych typu „postępujących angiopatii ischemizujących i zacieśniających”. Wiedza Lekarska 7 (11), ss. 317-328 (1933)
- Istota i postęp medycyny współczesnej. Warszawa 1933 (odbitka z miesięcznika Wiedza i życie)
- Stanisław Higier, Wilhelm Szenwic: Niemoc płciowa i niepłodność u mężczyzn i kobiet. Warszawa: Wydaw. Lekarskie „Eskulap", 1934
- Niemoc płciowa i bezpłodność u mężczyzn. Warszawa: Wydaw. Lekarskie „Eskulap", 1934
- Praktyczne wyniki i wytyczne leczenia jodem choroby Basedowa i cierpień basedowoidalnych. Wiedza Lekarska 9 (9), ss. 221-233 (1935)
- Jak leczyć bezpłodność spowodu nieruchomych plemników. Prasa Lekarska 5 (1), ss. 82-84 (1936)
- Badanie działania Extract. Compl. gland. sexual. masc. Polska Gazeta Lekarska 16 (25), ss. 471-473 (1937)
- (red.) Encyklopedia Wiedzy Seksualnej: dla lekarzy, prawników i socjologów. Warszawa: Wyd. Lekarskie „Eskulap”, 1937 T. 1: A-K T. 2 : L-P T. 3 : P-S T. 4: S-Ż: uzupełnienia - ilustracje
- „Bolesność jąder” jako znak rozpoznawczy. Medycyna Współczesna 4 (7), s. 745 (1938)
- Czy wolno zapisać 10% maść kokainową? Prasa Lekarska 7 (2), ss. 134-136 (1938)
- Leczenie azoospermii. Prasa Lekarska 7 (2), ss. 146-148 (1938)
- Przypadek oziębłości płciowej. Prasa Lekarska 7 (5), ss. 412-414 (1938)
- Leczenie impotentia coeundi. Prasa Lekarska 7 (3), s. 228 (1938)
- Palenie w międzykroczu post „coitum interruptum”. Prasa Lekarska 7 (5), s. 403 (1938)
- Leczenie chorób gruczołu tarczykowego. Prasa Lekarska 7 (3), ss. 222-224 (1938)
- Tyreotoksykoza po antistruminie i maści jodowej. Prasa Lekarska 7 (9), s. 130 (1938)
- Niemoce płciowe. Wydawn. Lekarskie „Eskulap”, Warszawa 1938